# Mammoeten
Mammoeten (Mammuthus) zijn een geslacht van uitgestorven olifantachtigen.

## Verschillende soorten
Er hebben meerdere soorten mammoeten bestaan. Het zijn waarschijnlijk afstammelingen van een gezamenlijke voorouder. Doordat ze verschillende leefwijzen hadden, konden ze naast elkaar bestaan.
- zuidelijke mammoet (Mammuthus meridionalis) uit zuidelijk Europa[2][3]
- steppemammoet (M. trogontherii) uit Europa[4][5]
- wolharige mammoet (M. primigenius) uit noordelijk Europa, Azië en Noord-Amerika
- Sardijnse dwergmammoet (M. lamarmorae) uit Sardinië (Italië)
- Keizersmammoet (M. imperator) uit Noord-Amerika
- Amerikaanse mammoet (M. columbi) uit Noord- en Midden-Amerika
- Kretenzische mammoet (M. creticus) uit Kreta (Griekenland)[6]

De wolharige mammoet is van deze soorten waarschijnlijk de bekendste. Hij leefde ongeveer vanaf 600.000 jaar geleden, in het Pleistoceen. Hij had een dikke vacht waarvan de haren soms tot aan de grond reikten. De oren waren klein (dertig centimeter) en ook bedekt met haren ter bescherming tegen de kou. Van de andere mammoetsoorten was alleen de steppemammoet dik behaard, de andere soorten leefden in veel warmere gebieden en waren dan ook vrijwel onbehaard, net als de huidige olifanten. Het lijkt er ook op dat de wolharige mammoet een kortere levensduur had, ze werden hooguit vijfendertig jaar. De huidige olifant haalt makkelijk vijftig jaar.
Vaak wordt gedacht dat mammoeten immens groot waren, en 'mammoet' is in het Nederlands een aanduiding voor 'gigantisch' geworden, bijvoorbeeld in 'mammoettanker' of 'mammoetwet'. Dit geldt zeker voor de grootste soorten, de keizersmammoet en de Amerikaanse mammoet van Noord-Amerika, maar de andere mammoeten waren niet groter dan de hedendaagse Aziatische olifant. Wel hadden ze gigantische slagtanden, bij stieren konden die wel vier meter lang zijn.

## Evolutie
Volgens de nieuwste inzichten zouden de mammoeten zich ongeveer tussen 2,4 en 5,4 miljoen jaar geleden hebben afgesplitst van de voorouders van de Aziatische olifant, terwijl hun gemeenschappelijke voorouder zich ongeveer tussen 4,2 en 9 miljoen jaar geleden afsplitste van de gemeenschappelijke voorouder met de Afrikaanse olifant. Dat betekent dus dat er in feite een nauwere verwantschap bestaat tussen de mammoet en de Aziatische olifant dan tussen de Afrikaanse en de Aziatische olifant.
De mammoet - wetenschappelijke naam Mammuthus - moet niet worden verward met de Mammut, een andere familie van uitgestorven olifantachtigen, de mastodonten. Deze familie splitste zich al bijna 30 miljoen jaar geleden af van die van de huidige olifanten en de mammoeten. De mastodont is dus niet bijzonder nauw verwant aan de mammoet.

## Ontdekking en naam
Al eeuwenlang werd er in Noord-Europa, Rusland en Siberië fossiel ivoor gevonden. In de 18e en 19e eeuw ontdekten Russische onderzoekers in Siberië diverse tamelijk goed bewaarde ingevroren lichamen in de permafrost. Een buitengewoon volledig lichaam werd in 1901 gevonden aan de oevers van de rivier Berezovka. De Jakoeten (een Altaïsch, Turkssprekend volk) waren al eeuwenlang bekend met dergelijke resten en hadden daaraan de naam 'mamont' gegeven, hetgeen 'aardworm' betekent in hun taal. Zij dachten namelijk dat de in de grond gevonden, goed bewaarde ingevroren lichamen afkomstig waren van hun mythologische koning van de onderwereld Erlik, de zoon van hun god Göktengri. Volgens de legende zouden de mammoeten als straf gedwongen zijn te wonen in het ondergrondse rijk van Erlik en zouden ze bij een poging tot ontsnapping direct bevriezen op het moment dat ze de oppervlakte bereikten. In het Russisch heet het dier nog altijd 'mamont'. Via Franse publicaties raakte, door een spelfout, echter in West-Europa de vorm 'mammouth' verspreid.

## Leefgebied
Omdat tijdens de ijstijden veel van het water in landijskappen was vastgelegd, waren veel randzeeën drooggevallen. Daardoor kon de wolharige mammoet zich verspreiden over grote delen van de wereld. De mammoeten hadden als woongebied toendra- en permafrostgebieden van noordelijk Europa, Azië en Noord-Amerika.
Net als bij vele andere bewoners van deze streken het geval was, zoals de wolharige neushoorn, was het lichaam bedekt met een dichte en isolerende laag haar om het te beschermen tegen het koude klimaat. Het leefgebied was overigens volgens recentere inzichten wel koud maar niet zo koud dat er geen gras kon groeien, waarvan een mammoet naar schatting 180 kilogram per dag nodig had. Hij had sterke kiezen om de taaie, harde grassen op de steppen te kunnen vermalen.

## Uitgestorven
De mammoet stierf circa 4000 jaar geleden uit. Over de redenen is veel discussie. Klimaatverandering speelde volgens onderzoek een grote rol, over de rol van de mens is discussie.
Een team van de universiteit van de Britse stad Durham maakte een computersimulatie van het klimaat van de voorbije 42.000 jaar in Europa, Noord-Amerika en Azië. Ook bekeek het de invloed daarvan op levende wezens zoals mammoeten, de grote wolharige verwant van de olifant. De mammoeten waren tamelijk algemeen tijdens het laatste glaciaal (Weichselien) en kwamen toen bijna overal in Europa voor. Waar geen ijskap was, waren er toen de toendra en grasland zonder veel bomen. Door de geleidelijke opwarming trok de mammoet zich vanaf 14.000 jaar geleden terug tot Noord-Siberië, waar hij ongeveer 4000 jaar geleden uitstierf.
Lange tijd werd gedacht dat de prehistorische mens de hand had gehad in het uitsterven van de mammoet, maar dat is volgens de onderzoekers in Durham niet het geval. Door de opwarming moesten de grote graslanden plaats maken voor bomen en bossen, waar mammoeten moeilijker aan voedsel konden komen.
Het klimatologisch verschil tussen het op een-na-laatste glaciaal (Saalien) en het erop volgende Eemien was echter extremer dan bij de laatste overgang van het Weichselien naar het Holoceen. Het Saalien was kouder dan het Weichselien en het Eemien was warmer dan onze tijd. Het grasland nam toen sterker en sneller af, en het is daarom vreemd dat de mammoet niet toen al uitstierf. Omdat de mens tijdens het Weichselien een grotere rol speelde dan tijdens het Saalien, is het niet onaannemelijk dat de mens toch aan het uitsterven van de mammoet heeft bijgedragen.

## Bijzondere vondsten

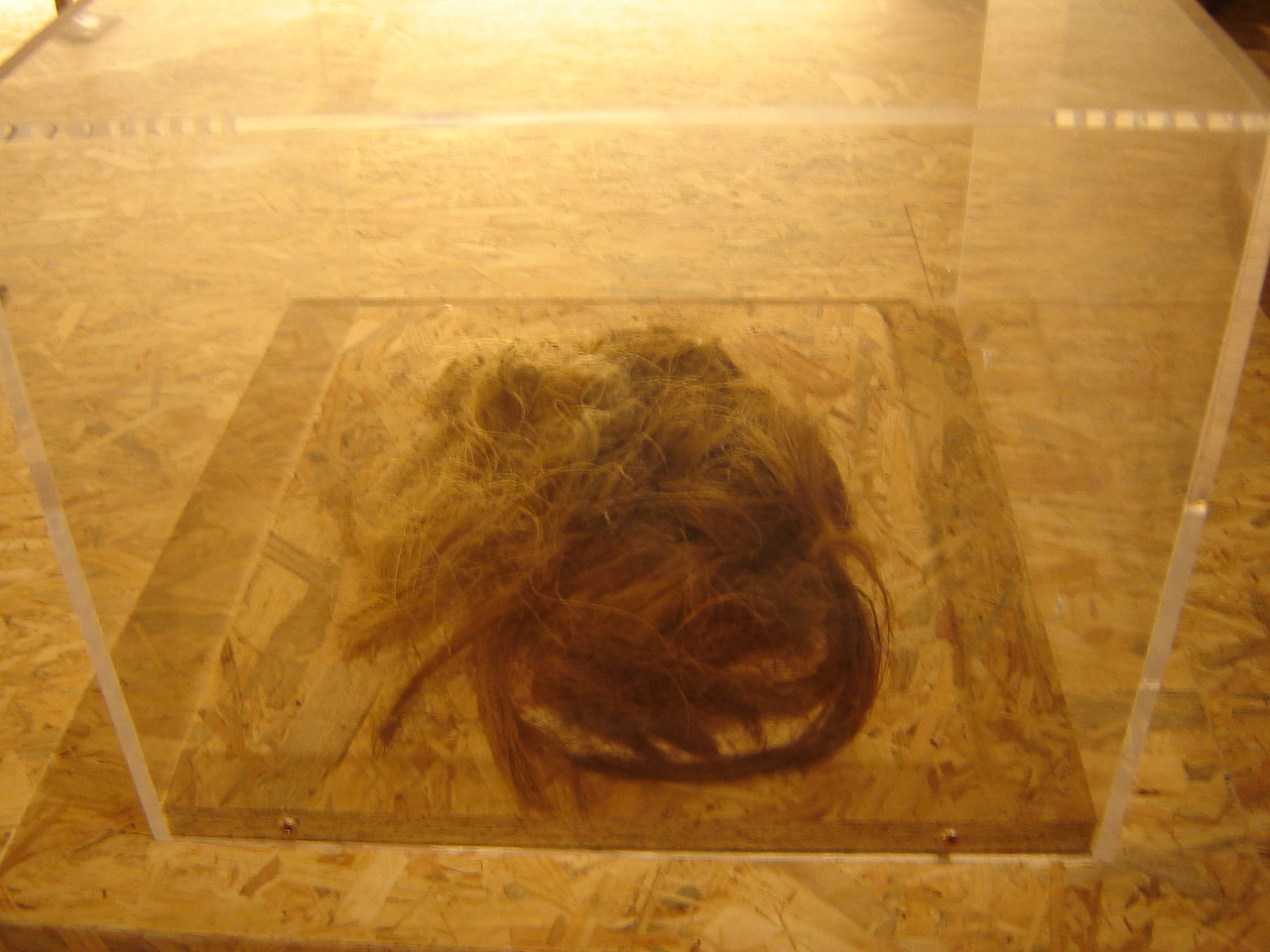
Mammoetenhaar

In 1993 rapporteerden Russische wetenschappers dat ze resten van mammoeten hadden gevonden op Wrangel-eiland, ongeveer honderdveertig kilometer uit de Siberische kust, die gedateerd werden op 3700 jaar geleden (dus pas 1700 jaar voor Christus).
De mammoet zou dus 6000 jaar later zijn uitgestorven dan tot nu toe aangenomen. Deze vondst geeft steun aan de hypothese dat de mammoet uitstierf als gevolg van bejaging door de mens.
De op Wrangel gevonden mammoeten leken erg klein; hoewel aanvankelijk werd gerept van dwergmammoeten lijkt het er nu op dat het om vrouwtjesmammoeten gaat die, net als hedendaagse olifanten, na hun eerste dracht niet meer groeiden en beduidend kleiner bleven dan mannetjes. Overigens zijn van vele - ook hedendaagse - andere diersoorten kleinere ondersoorten bekend die op geïsoleerde eilanden leven.
In 1994 publiceerde Nature een artikel over een afbeelding van een mammoet in het Egyptische graf Rakh-Mara. Het graf stamt uit de achttiende Egyptische dynastie (ca. 1500 tot 1300 v.Chr.). Als de afbeelding werd gemaakt naar het voorbeeld van een levende mammoet, zou dit betekenen dat de mammoet pas rond 1000 v.Chr. uitstierf. Maar de schrijvers achten het waarschijnlijker dat de tekenaar een reconstructie van het dier maakte aan de hand van botten.
Eind 2002 werd in de Siberische provincie Jakoetië de zogenoemde mammoet van Joekagir gevonden, een wolharige mammoet van 18.000 jaar oud. Eerder was er al ongeveer een dozijn mammoeten gevonden in Siberië en Alaska, maar dit was een zeer goed bewaard gebleven exemplaar. Zo was de kop (op de slurf na) vrijwel intact. Ook trof men een complete poot en een maag met goed geconserveerde inhoud aan. In mei 2007 werd in het noorden van Siberië een babymammoet van 10.000 jaar oud ontdekt. Deze was zeer goed bewaard gebleven, zelfs de ogen waren nog intact. Er ontbrak alleen een klein stukje van de staart.
In mei 2013 deden Russische wetenschappers een bijzondere vondst op de Ljachovski-eilanden, namelijk vloeibaar bloed en spierweefsel.

## Mammoeten in Nederland

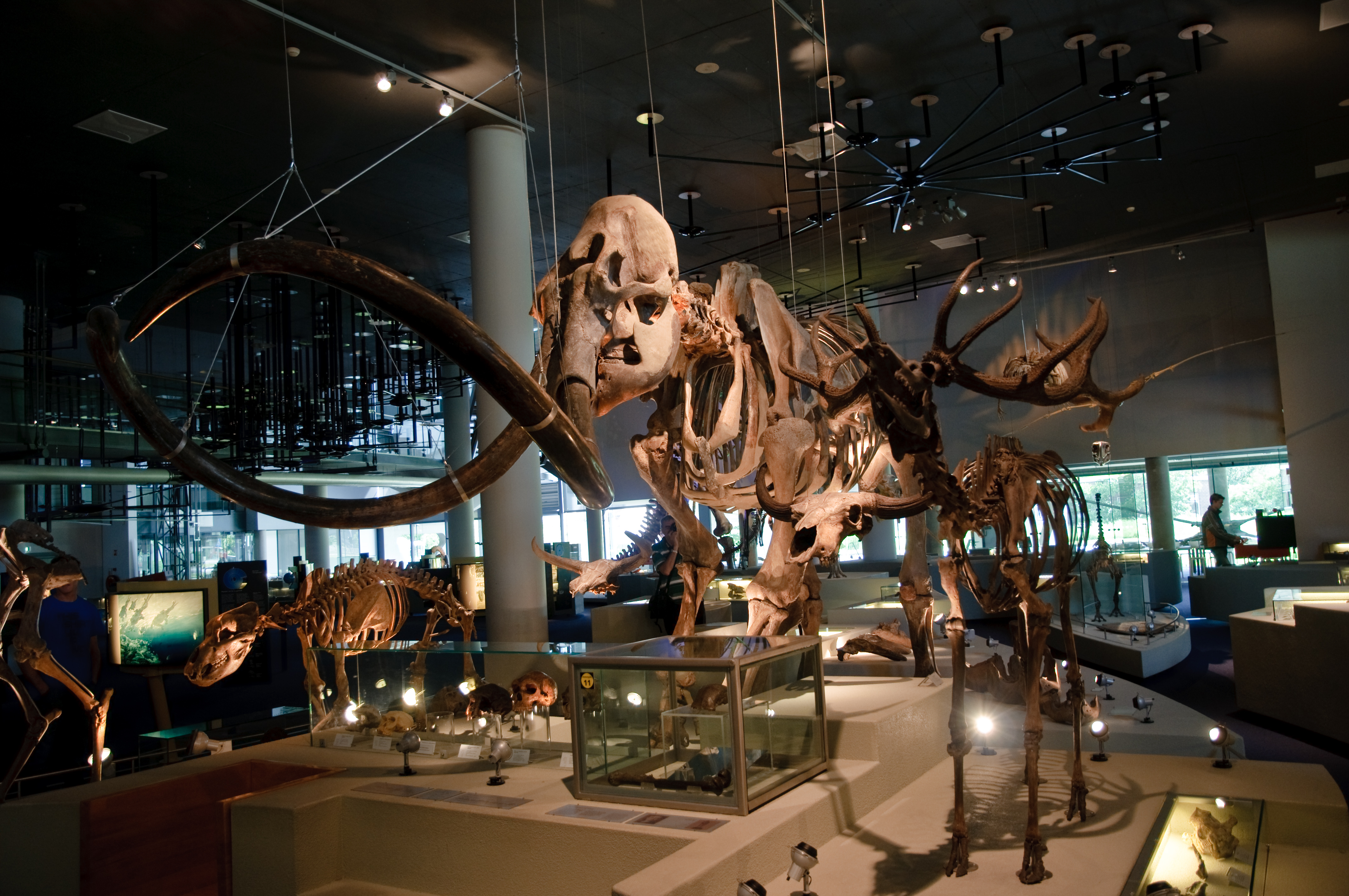
Opstelling van een mammoet in Naturalis te Leiden

De grootste mammoetverzameling ter wereld, bestaande uit meer dan 10.000 botten, ligt in het museum Naturalis in Leiden. Dat is te danken aan het feit dat de Noordzee met de daarin gelegen Doggersbank onder water kwam te staan.
Wat tegenwoordig de Noordzee is, was tijdens de laatste ijstijd een boven de zeespiegel liggende vlakte. Doordat veel water vastzat in immense landijskappen, lag de zeespiegel zo'n 150 meter lager dan tegenwoordig.
Door het smelten van het ijs kwam deze vlakte uiteindelijk vrij snel onder water te staan. Het merendeel van de Zuidelijke Noordzee heeft tegenwoordig een diepte van veertig tot zeventig meter. Maar midden in de Noordzee ligt een groot gebied, de Doggersbank, hoger dan zijn omgeving, dat nu zo'n veertig meter onder de zeespiegel ligt.
Vissers die hun sleepnetten boven, of in de buurt van, de Doggersbank uitgooien, halen regelmatig botten naar boven. Een groot deel daarvan werd door hen voor onderzoek aan Naturalis overgedragen. Het feit dat soms grote concentraties van botten worden aangetroffen, kan verklaard worden uit het samenspoelen van grof materiaal in (relatieve) laagtes door de golfwerking van de zee. De omgeving van de Doggersbank lag lange tijd binnen het bereik van de normale golfwerking van de zee, en ligt mogelijk nu nog binnen het bereik van stormgolven. Doordat andere delen van de Noordzee lager waren, kwamen deze gebieden sneller buiten het bereik van de golfwerking waardoor deze concentratie niet kon optreden. Het feit dat van de Doggersbank (en andere banken) veel fossiele botten worden opgevist, betekent dus niet automatisch dat hier meer dieren geleefd zouden hebben (maar het is niet uit te sluiten).
In september 2009 werden bij het Oranjekanaal nabij Orvelte resten van een mammoet gevonden. Het betrof een slagtand van een meter, een paar kiezen en botfragmenten. In de directe omgeving werden ook in 1991 al resten aangetroffen. Waarschijnlijk horen deze vondsten bij elkaar. De kaak die in 1991 werd gevonden miste namelijk twee kiezen en de twee in 2009 gevonden kiezen lijken daar precies in te passen. Ook paste een wervel gevonden in 2009 precies op de ribben die in 1991 waren gevonden. Men gaat ervan uit dat het hier resten van meerdere mammoeten betreft, waarschijnlijk een volwassen mannetje (46 jaar), een jong volwassen vrouwtje (15 jaar), en twee kalveren, een van ca. zes en een van één jaar oud.